# آرتور راکهام

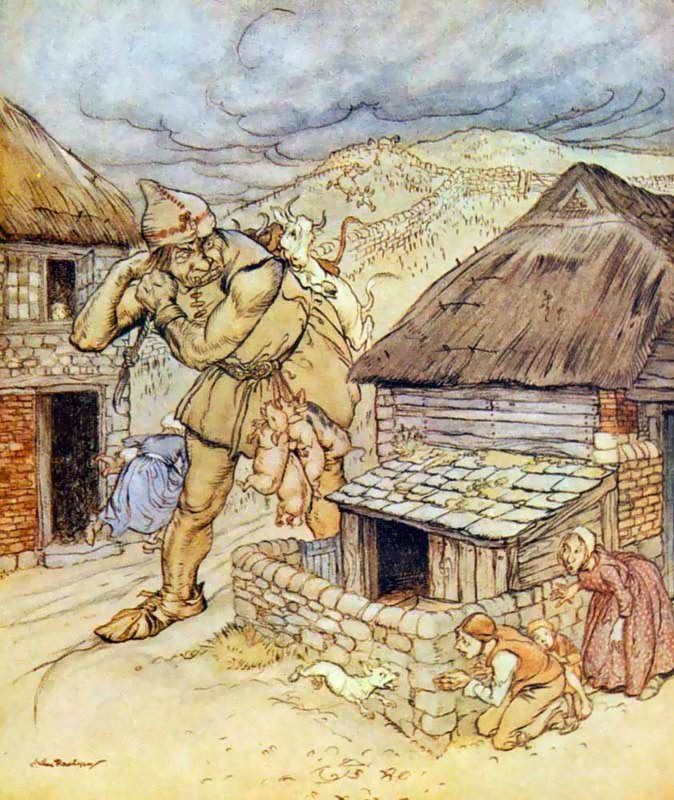
یکی از تصاویر کشیده‌شده توسط راکهام برای کتاب داستان‌های پریان انگلیسی نوشتهٔ فلورا آنی استیل

آرتور راکهام (به انگلیسی: Arthur Rackham) ‎(۱۸۶۷-۱۹۳۹)‎ نقاش آبرنگ و تصویرگر کتاب انگلیسی بود که به دلیل نقاشی‌های خیالی و عجیب گروتسکیش (صور عجایب) برای کتاب‌های داستان‌های پریانی  شهره بود.

## زندگی
آرتور راکهام در ۱۹ سپتامبر ۱۸۶۷ در لندن زاده شد. در ۱۶ سالگی و به دلیل بیماری مجبور به ترک تحصیل شد و پس از آن به استرالیا سفر نمود. او پس از بازگشت به لندن و در ۱۸ سالگی به عنوان دفتردار مشغول به کار شد و در همان زمان در یک دورهٔ هنری شبانه در مدرسه هنر لمبث  شرکت نمود. در ۱۸۹۲ راکام به عنوان تصویرگر در هفته نامهٔ وست‌مینستر باجت  استخدام شد و یک سال بعد از آن شروع به کشیدن تصاویر برای کتاب‌ها نمود.
راکهام از جوهر سیاه و آبرنگ برای تصویرسازی‌های خود استفاده می‌کرد و تا پایان دههٔ ۱۸۹۰ دارای سبکی مخصوص به خود شده بود که کاملاً با فرایند جدید چاپ به صورت چهاررنگ، اختراع نوینی که هنر تصویرگری کتاب را متحول ساخته بود، همخوانی داشت. همچنین بیشتر کارهای او دارای فضایی فانتزی با جزئیاتی طبیعت‌گراییی و نسبتاً گوتیک‌وار و وهم‌آلود بود که از بهترین نمونه‌های آن می‌توان به تصویرسازی‌های او برای کتاب‌های پیتر پن در کنزینگتون گاردنز (۱۹۰۶)، ماجراهای آلیس در سرزمین عجایب (۱۹۰۷) و داستان‌های پریان هانس کریستین اندرسون (۱۹۳۲) اشاره نمود.
آرتور راکهام در سپتامبر ۱۹۳۹ بر اثر بیماری سرطان در سوری انگلستان درگذشت.

## نگارخانه

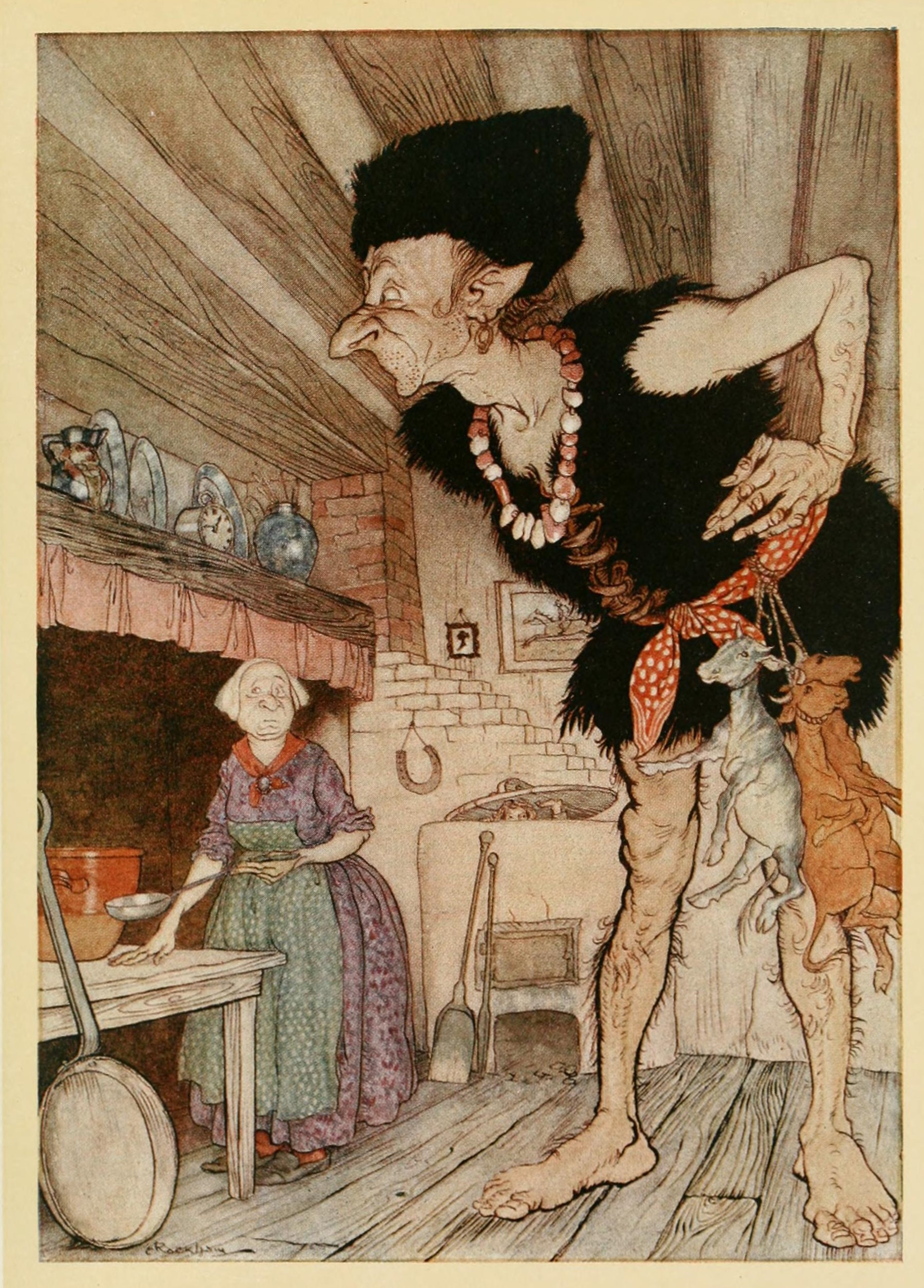
جک و لوبیای سحرآمیز از کتاب داستان‌های پریان انگلیسی نوشتهٔ فلورا آنی استیل (۱۹۱۸)
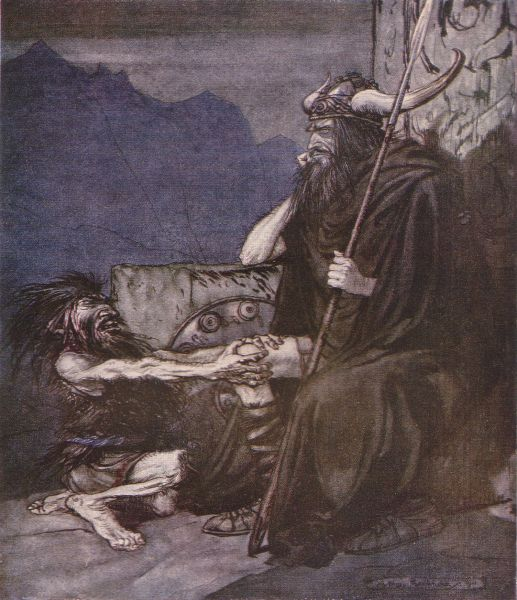
آلبریش در حال صحبت با هاگن. تصویرگری برای حلقهٔ ریچارد واگنر (۱۹۱۲)
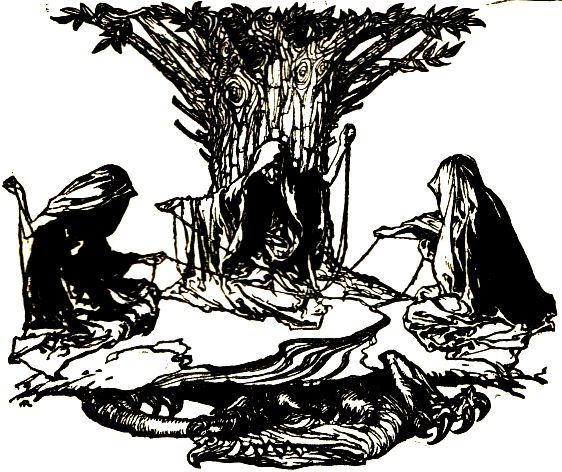
نورنها در حال بافتن سرنوشت. طرح اولیه با قلم و جوهر برای حلقهٔ ریچارد واگنر
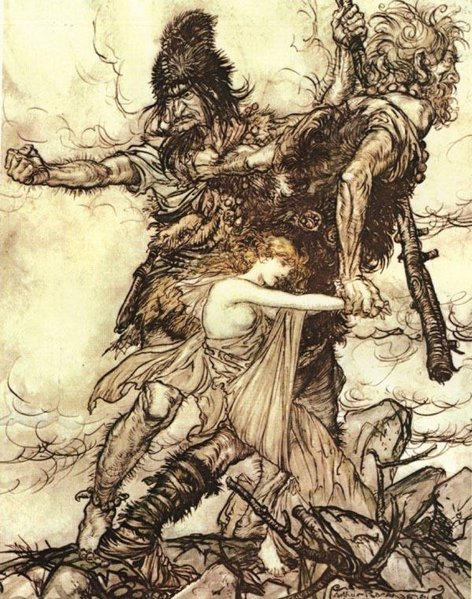
فازولت و فافنیر در حال بردن فریا. تصویرگری برای طلای راین ریچارد واگنر
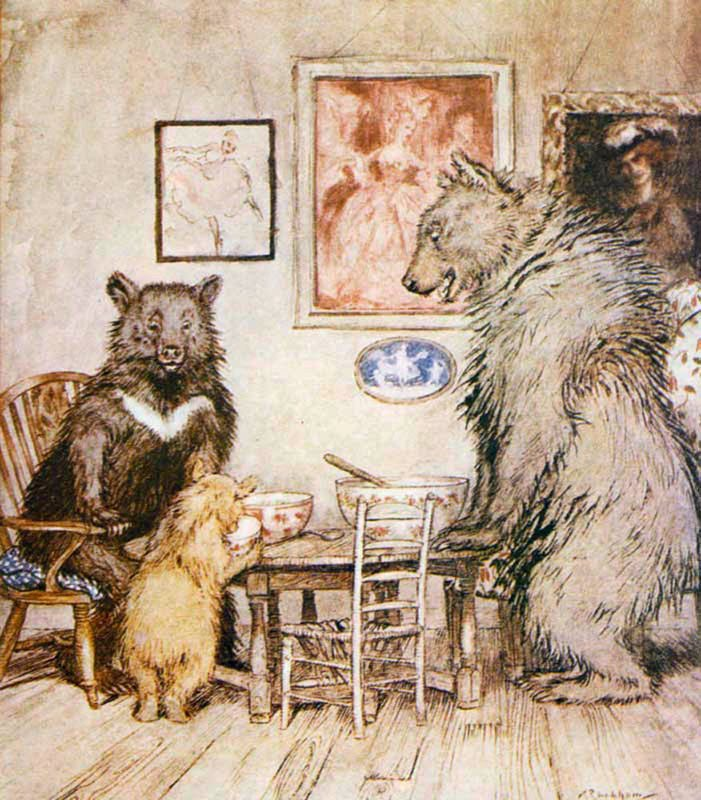
سه خرس از کتاب داستان‌های پریان انگلیسی نوشتهٔ فلورا آنی استیل
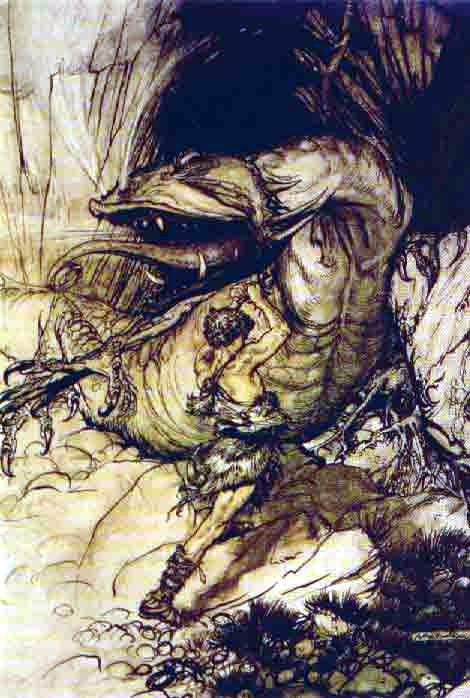
کشتن فافنیر به دست زیگموند. تصویرگری برای حلقهٔ ریچارد واگنر
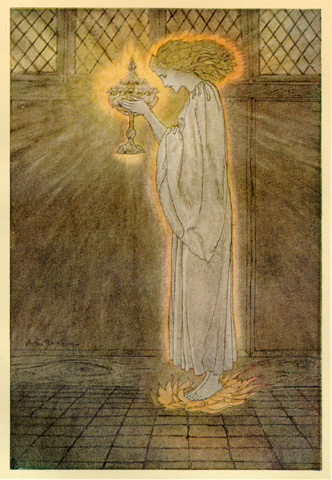
عاشقانهٔ شاه آرتور و شوالیه‌های میز گرد اثر آلفرد پولارد (۱۹۱۷)
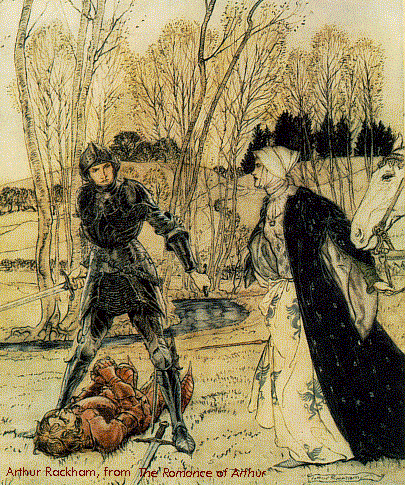
مبارزهٔ سر گرث بیومان از شوالیه‌های میزگرد با شوالیهٔ قرمز در مقابل لیدی لیونس
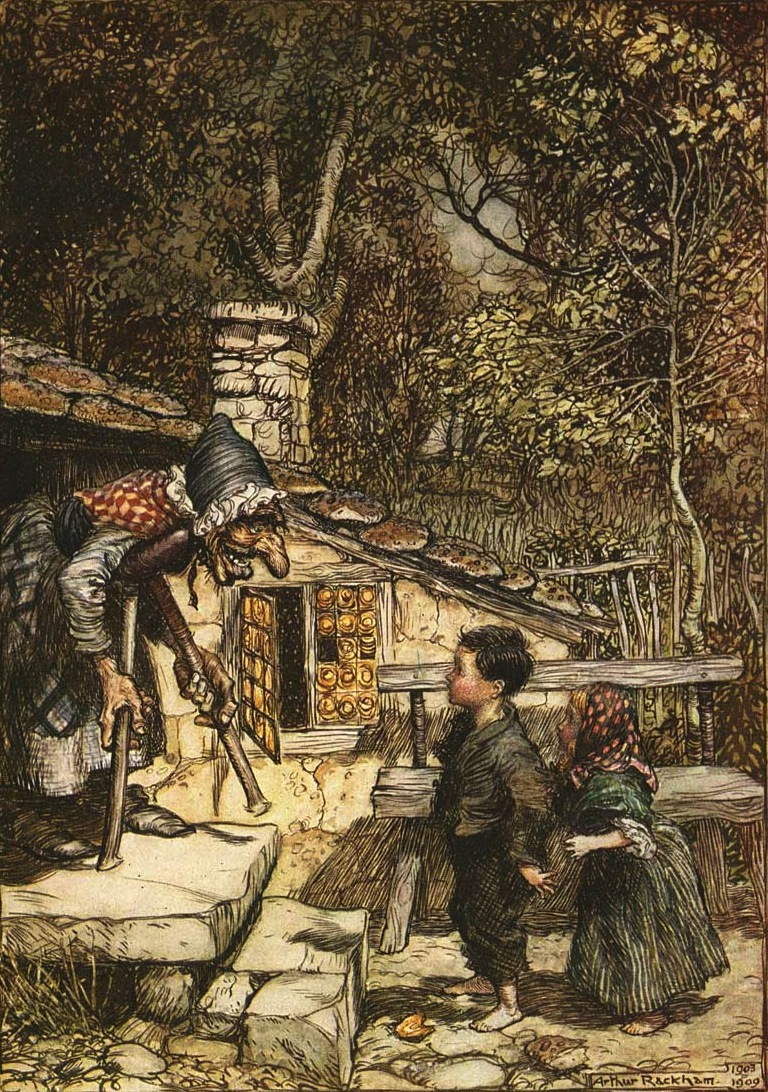
هانسل و گرتل از کتاب داستان‌های پریان برادران گریم (۱۹۰۹)